# Ernemont-sur-Buchy
Ernemont-sur-Buchy è un comune francese di 232 abitanti situato nel dipartimento della Senna Marittima nella regione della Normandia.

## Società

### Evoluzione demografica
Abitanti censiti